# NGC 109
NGC 109 ist eine Linsenförmige Galaxie vom Hubble-Typ SB0/a im Sternbild Andromeda am Nordsternhimmel. Sie ist schätzungsweise 256 Millionen Lichtjahre von der Milchstraße entfernt und hat einen Durchmesser von etwa 80.000 Lichtjahren. Vom Sonnensystem aus entfernt sich das Objekt mit einer errechneten Radialgeschwindigkeit von näherungsweise 5.600 Kilometern pro Sekunde. Gemeinsam mit PGC 1622 bildet sie das isolierte und gravitativ gebundene Galaxienpaar KPG 8.
Im selben Himmelsareal befinden sich unter anderem die Galaxien PGC 1654951, PGC 1656871, PGC 1657075, PGC 2807170.
Das Objekt wurde am 8. Oktober 1861 von dem deutsch-dänischen Astronomen Heinrich Ludwig d’Arrest entdeckt.